# Jean-Baptiste Chépié
Jean-Baptiste Chépié est un homme politique français né le 5 février 1835 à Lyon (Rhône) et décédé le 1er janvier 1909 à Thizy (Rhône).
Inspecteur du travail des enfants dans les manufactures de Lyon, il est député du Rhône de 1888 à 1889, siégeant dans la majorité opportuniste.

## Source
- « Jean-Baptiste Chépié », dans Adolphe Robert et Gaston Cougny, Dictionnaire des parlementaires français, Edgar Bourloton, 1889-1891 [détail de l’édition]